# Стимул
Сти́мул (лат. stimulus — палка погонщика ослов или острый металлический наконечник на шесте, которым погоняют буйвола (быка), запряженного в повозку) — сильный побудительный момент; внутренний или внешний фактор, вызывающий реакцию, действие; также, в терминологии экспертных оценок, — объект-наблюдение, воздействующий на опрашиваемого субъекта («стимулирующий» его принять то или иное решение). В физиологии и психофизиологии это понятие тождественно понятию раздражения.
В поведенческой экономике стимул составляет основу поведения человека. Также различают внешние и внутренние стимулы. Внутренние стимулы относятся к личному восприятию человека (например, внутренняя убежденность о правильном или неправильном поведении; первичные потребности). Внешние стимулы относятся к внешним воздействиям на человека, побуждающим на определённые действия.
В экспериментальной экономике стимул — это событие или объект, на который измеряется реакция.

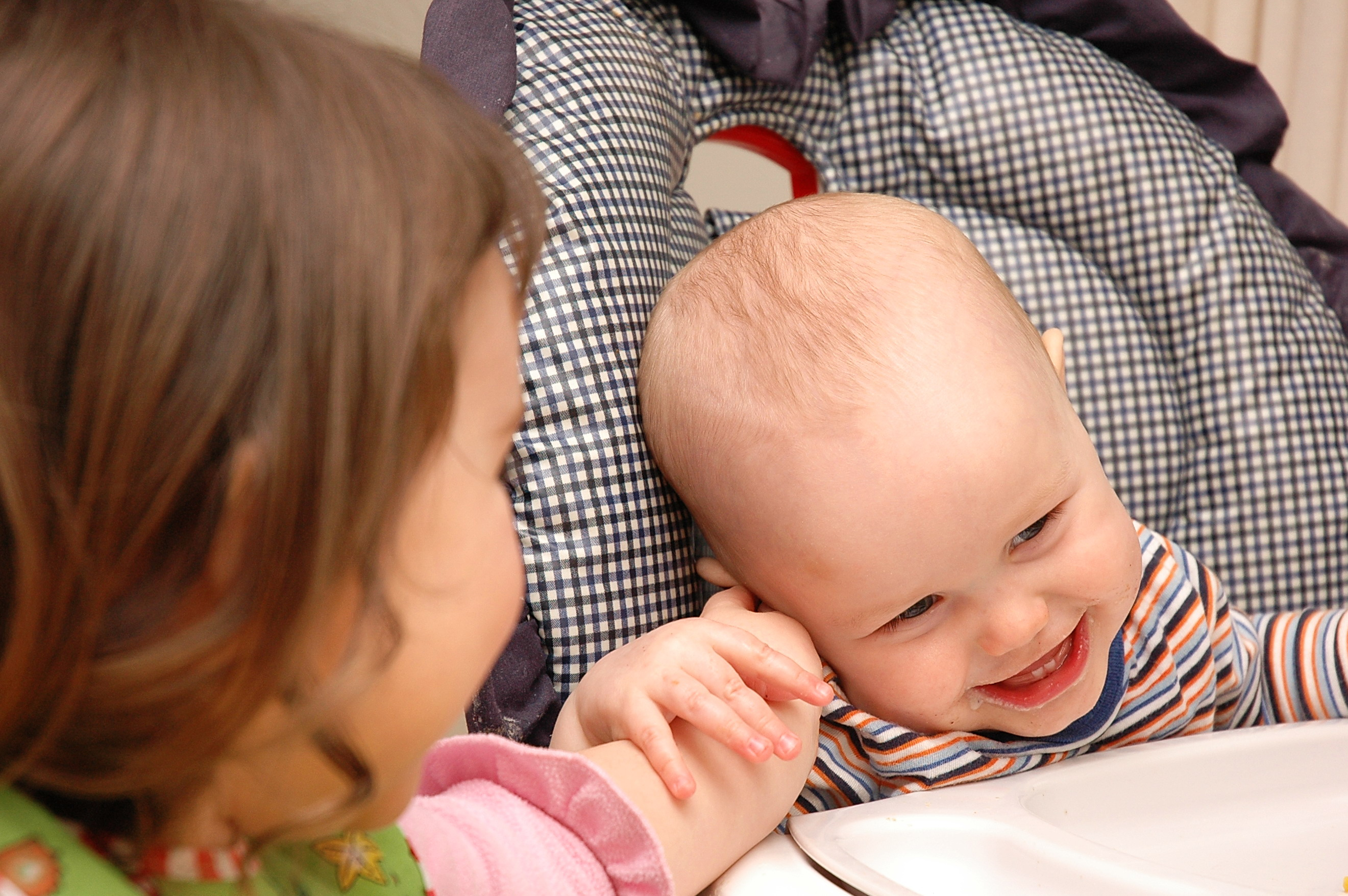

## Примеры стимулов
Материальные и нематериальные стимулы для работника:
- штраф
- выговор
- предупреждение о неполном служебном соответствии
- отработка
- ремень
- розги
- плеть
- размещение фото на «Доске позора»
- налоговый вычет
- единоразовая денежная выплата
- награждение почетной грамотой, ценным подарком; противоположность стимулу — мотивация
- улучшение условий труда (мебель, оргтехника, место); противоположность стимулу — мотивация
- заработная плата; противоположность стимулу — мотивация
- премии, бонусы, надбавки; противоположность стимулу — мотивация
- предоставление оплачиваемого отдыха; противоположность стимулу — мотивация
- улучшение рабочей атмосферы; противоположность стимулу — мотивация
- организация корпоративных вечеринок; противоположность стимулу — мотивация.

## Виды стимулов
- Принуждение
- Материальный (премии, бонусы, оплачиваемый отдых); противоположность стимулу — мотивация
- Эмоциональный (похвала и т. д.); противоположность стимулу — мотивация
- Самоутверждение; противоположность стимулу — мотивация

## Понятие стимула в физиологии
В физиологии стимулом называется изменение во внешней или внутренней среде, воздействующее на рецептор и вызывающее рефлекторную реакцию. При длительности сохранения стимула, реакция рецептора ослабевает, происходит сенсорная адаптация.

## Стимулы и вытеснение мотивации в поведенческой и экспериментальной экономике
Вытеснение внутренней мотивации — атрибут просоциального поведения, а также рыночных и агентских отношений: использование материальных и нематериальных стимулов воспринимается как сигнал о намерениях (отношении). Наличие материального стимула (например, выплаты материальной компенсаций) может привести к снижению доверия людей из-за эффекта просоциального поведения, заботе об имидже в обществе и др. эффектов. Таким образом, наличие стимула может снижать усилия агентов.
Примеры вытеснения мотивации за счет наличия стимулов:
1. Компромисс, достигнутый на добровольной основе, может разрушаться материальной компенсацией.[4]
2. Готовность людей терпеть строительство в их районе завода по переработке опасных отходов при выплате компенсаций меньше, чем в случае отсутствия компенсации.[5]

## Влияние внутренних и внешних стимулов на просоциальную активность
Одно из исследований влияния стимулов на просоциальную активность было проведено в 2006 году Роланом Бенабу и Жаном Тироль. В работе «Стимулы и просоциальное поведение» была разработана теоретическая модель просоциального поведения человека.
Модель социального поведения задана следующим образом:
{\displaystyle U(a)=(\nu _{a}+y\nu _{y})a+R(a,y)-C(a)}, где
a — уровень просоциальной активности
{\displaystyle \nu _{a}} — внутренняя мотивация
y — материальные стимулы, {\displaystyle \nu _{y}} — внешняя мотивация
{\displaystyle C(a)={\frac {ka^{2}}{2}}} — издержки просоциального поведения
{\displaystyle R(a,y)} — полезность от репутации.
Пояснение: то есть, человек выбирает для себя сколько он готов добровольно помогать кому-либо. На это желание оказывает влияние: внутренняя мотивация, то есть на сколько этот человек считает, что так вести себя хорошо; материальные стимулы, то есть наличие штрафов за не участие в добровольной активности или налоговые вычеты за участие; затратами человека (например, затраты на автобус до волонтерского центра); репутация в обществе от добродетельности. Суть данной модели — показать, когда наличие стимулов положительно влияет на просоциальную активность, а когда негативно.
Полезность от репутации:
{\displaystyle R(a,y)=x[\gamma _{a}E(\nu _{a}|a,y)-\gamma _{y}E(\nu _{y}|a,y)]}, где
х — степень наблюдаемости действия а
{\displaystyle \gamma _{a}} — степень беспокойства от положительной репутации {\displaystyle E(\nu _{a}|a,y)}
{\displaystyle \gamma _{y}} — степень беспокойства об отрицательной репутации {\displaystyle E(\nu _{y}|a,y)}
Пояснение: индивид выбирает такой уровень просоциальной активности и такой размер материального стимула, который транслирует его социальный тип. То есть, который дает окружающим понимание некоторых характеристик человека (например, о меркантильности и альтруизме)
И для каждого индивида есть какой-то оптимальный уровень просоциальной активности, которые индивид хочет выполнять:
{\displaystyle a^{*}={\frac {\nu _{a}+y\nu _{y}}{k}}+xr(a,y)}, где
xr(a, y) — предельная репутационная отдача от просоциального действия.
Пояснение: то есть это такое оптимальное количество «добродетелей», которые позволяют человеку чувствовать удовлетворение от действий.
Таким образом, можно представить теоретическую схему «входа» и «выхода» индивида из просоциальной активности в связи с наличием или не наличием стимулов. Пока материального стимула нет, будут присоединяться к просоциальной активности люди, которые видят, что наличие денег вредит их репутации добродетеля и которые не могут скрыть факта «оплаты» их добродетеля. Как только появляется материальный стимул, люди, которые до этого участвовали, перестанут участвовать, однако вместо них присоединятся такие люди, которые положительно относятся к материальному стимулированию просоциальной активности. Таким образом, полезность денег или материальных стимулов на участие индивидов в добродетельности будет зависеть от тех людей, которые участвовали пока не нет стимулов.
Это важный вывод, позволяющий многим системам добродетели (например, волонтёрским организациям, медицинским учреждениям по донорству и т. д.) более грамотно задействовать стимулы, чтобы воздействовать на поведение людей.

## Стимулы
Исполняют роль рычагов воздействия или носителей «раздражения», вызывающих действие определённых мотивов. В качестве стимулов могут выступать отдельные предметы, действия других людей, обещания, носители обязательств и возможностей, предоставляемые возможности и многое другое, что может быть предложено человеку в компенсацию за его действия или что он желал бы получить в результате определённых действий. Человек реагирует на многие стимулы не обязательно сознательно. На отдельные стимулы его реакция даже может не поддаваться сознательному контролю.
Реакция на конкретные стимулы не одинакова у различных людей. Поэтому сами по себе стимулы не имеют абсолютного значения или смысла, если люди не реагируют на них. Например, в условиях развала денежной системы, когда практически ничего невозможно купить за деньги, заработная плата и денежные знаки в целом теряют свою роль стимулов и могут быть очень ограниченно использованы в управлении людьми.